# Frans Jeppsson-Wall
Frans Osifoh Jeppsson Wall (Ystad, provincia de Escania, Suecia, 19 de diciembre de 1998), conocido artísticamente como Frans, es un cantante y compositor sueco.

## Biografía
Nació en el municipio sueco de Ystad en la Provincia de Escania, el 19 de diciembre de 1998. Su madre, Maria, es sueca mientras que su padre, Mark, nació en Nigeria en una familia de ascendencia inglesa y local. Tiene una hermana melliza llamada Filippa y un hermano menor llamado Casper. Durante 10 años practicó gimnasia deportiva en la escuela de su ciudad natal, y en su adolescencia fue futbolista en las filas del Sövestads IF.
Se dio a conocer por todo el país, al haber pertenecido a la banda juvenil Elias, en la que la mayoría de sus canciones eran de temática futbolística. Durante el tiempo que estuvo como integrante de la banda, uno de los singles más destacados fue Who's da Man lanzado en 2006, que iba dedicado al importante futbolista sueco Zlatan Ibrahimović. Este sencillo se convirtió rápidamente en un hit y fue incluido durante 13 semanas en el puesto número 1 de las listas nacionales Sverigetopplistan (Singles Top 60), al igual que muchas otras de sus canciones.
En la Navidad de ese mismo año, sacaron el sencillo Kul med Jul, que también llegó a las listas oficiales musicales pero esta vez en el puesto 24. Dos años más tarde en 2008, lanzaron el sencillo Fotbollsfest, que iba en apoyo de la Selección de fútbol de Suecia y que también logró convertirse en un hit y se mantuvo en el puesto número 1.
Desde hace unos pocos años, actúa en solitario. Participó en el Melodifestivalen 2016 con el objetivo de ser seleccionado como representante de Suecia en el Festival de la Canción de Eurovisión, con la canción titulada "If I Were Sorry", escrita por el mismo y por los artistas Oscar Söderberg, Michael Saxell y Fredrik Andersson. Esta canción también ha logrado el puesto 1 en las listas musicales, convirtiéndose en una de las más populares por todo el país.
En la selección nacional Melodifestivalen, participó en la cuarta semifinal celebrada en la ciudad de Gävle, consiguiendo el pase directo a la gran final que se celebró en el Friends Arena de Estocolmo, donde finalmente tras obtener la mayor puntuación por parte del jurado y del televoto fue elegido representante de su país en Eurovisión 2016, que se celebró en el Globen Arena de la misma ciudad.

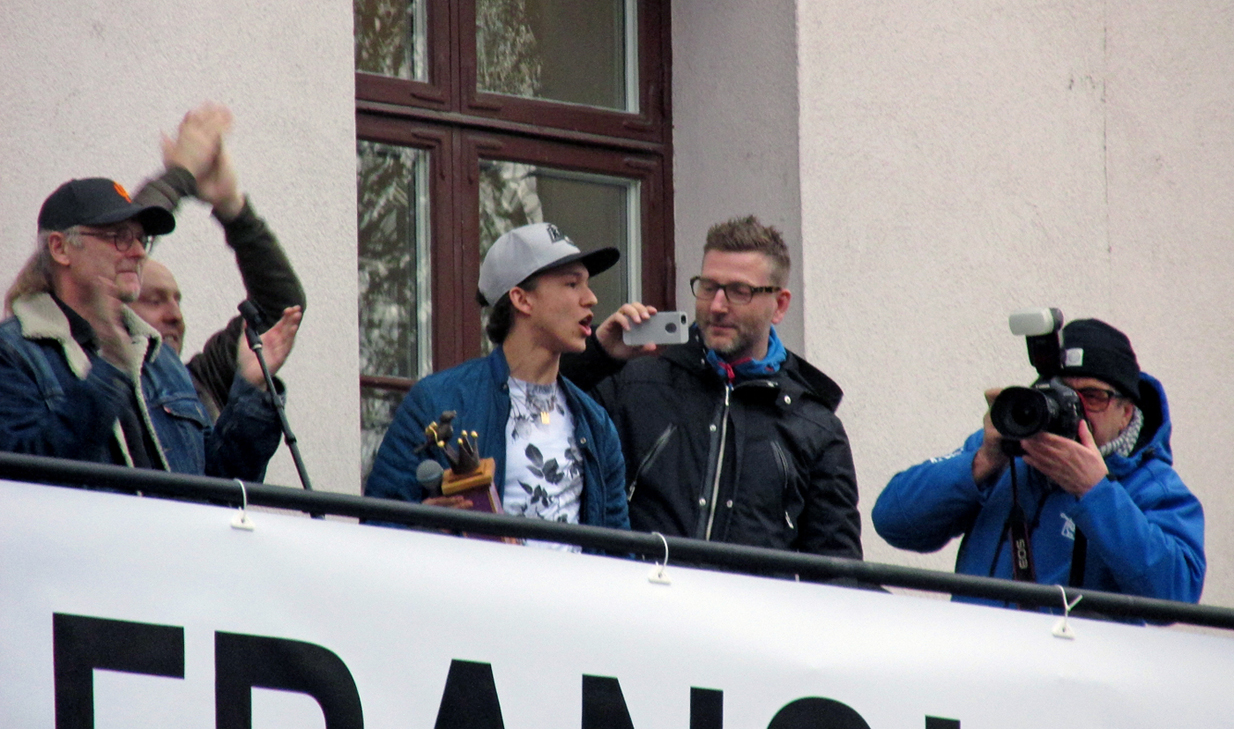
Frans Jeppsson Wall. Ystad 2016.

## Discografía
| Año  | Canción           | Crédito           | Posiciones | Notas                 |
| Año  | Canción           | Crédito           | SWE        | Notas                 |
| ---- | ----------------- | ----------------- | ---------- | --------------------- |
| 2006 | "Who's da Man"    | Elias feat. Frans | 1          |                       |
| 2006 | "Kul med Jul"     | Frans             | 24         |                       |
| 2008 | "Fotbollsfest"    | Frans feat. Elias | 1          |                       |
| 2016 | "If I Were Sorry" | Frans             | 1          | Melodifestivalen 2016 |
| 2016 | "Young Like Us"   | Frans             |            |                       |